# Gin and Juice
"Gin and Juice" é o segundo single do rapper Snoop Dogg do seu álbum de estreia Doggystyle. Um hit entre as 10 melhores na Billboard Hot 100 nos Estados Unidos, alcançando a oitava posição, "Gin and Juice" foi nomeada para o Grammy Award de Melhor Performance Solo de Rap em 1995. Foi votada a 69ª maior canção de rap em rap.about.com e a número oito na lista das 100 Melhores Canções de Hip Hop da VH1.
"Gin and Juice" foi produzida por Dr. Dre e interpretada por Snoop Doggy Dogg com David Ruffin Jr. O refrão foi escrito por Dr. Dre e David Ruffin Jr., e contém uma interpolação de "Watching You" da banda Slave e uma linha de baixo original criada por T. Green. Vocalistas adicionais na canção incluem Dat Nigga Daz, Jewell, Heney Loc, e Sean "Barney" Thomas.

## Lista de faixas
1. Gin and Juice (Radio Version (No Indo))
2. Gin and Juice (Radio Version)
3. Gin and Juice (Laid Back Remix)
4. Gin and Juice (Laid Back Radio Mix)

## Performance nas paradas musicais
| Posição musical (1994)                                        | Melhor posição |
| ------------------------------------------------------------- | -------------- |
| Austrália (ARIA)                                              | 49             |
| Estados Unidos (Billboard Hot 100)                            | 8              |
| Estados Unidos (Billboard Hot Rap Songs)                      | 1              |
| Estados Unidos (Billboard R&B/Hip-Hop Songs)                  | 13             |
| Estados Unidos (Billboard Radio Songs)                        | 22             |
| Estados Unidos (Billboard Rhythmic Songs)                     | 5              |
| Estados Unidos (Billboard Hot Dance Music/Maxi-Singles Sales) | 1              |
| Estados Unidos (Billboard Dance Music/Club Play Singles)      | 38             |
| Nova Zelândia (Recorded Music NZ)                             | 11             |
| Reino Unido (UK Singles Chart)                                | 39             |

### Paradas musicais de fim de ano
| Parada de fim de ano (1994)          | Posição |
| ------------------------------------ | ------- |
| Estados Unidos ( Billboard Hot 100 ) | 52      |

## Na Mídia
A faixa principal do single esteve presente no filme O Céu Pode Esperar.